# Orne
Orne este un departament în vestul Franței, situat în Normandia. Este unul dintre departamentele originale ale Franței create în urma Revoluției din 1790. Este numit după râul omonim care traversează departamentul.

## Localități selectate

### Prefectură
- Alençon

### Sub-prefecturi
- Argentan
- Mortagne-au-Perche

## Diviziuni administrative
- 3 arondismente;
- 40 cantoane;
- 505 comune;